# Nicolás Sánchez (rugbista)
Federico Nicolás Sánchez (San Miguel de Tucumán, 26 de octubre de 1988) es un exjugador argentino de rugby que se desempeñaba como apertura. Su último club fue Lawn Tennis del Torneo regional NOA.  
Es el máximo anotador de puntos de la historia de Los Pumas.

## Carrera

### Tucumán Lawn Tennis
Debutó en primera división en 2007 con Tucumán Lawn Tennis, con el que salió campeón al año siguiente, tras 26 años de sequía de títulos. Volvió a ganar el trofeo en 2009. En 2008, también jugó el Campeonato Argentino con Tucumán con el que salió campeón en 2010 frente al seleccionado de Rosario.

### Pampas XV
En 2011, fue integrante de los Pampas XV con quienes ganó la Vodacom Cup.

### Union Bordeaux Bègles
En la temporada 2011/12 da el salto a Europa para jugar en el recién ascendido al Top 14, Union Bordeaux Bègles, en donde jugaría un total de 3 temporadas. 

### Toulon
En 2014, se incorporó a RC Toulon por pedido especial del entrenador de pateadores, Jonny Wilkinson. Esa temporada se consagraría campeón de la Champions Cup aunque no jugó la final del torneo. 

### Jaguares
En 2015, la UAR lo contrató para disputar el  Super Rugby con Jaguares, franquicia argentina. Jugó 3 temporadas siendo el máximo anotador del equipo en dos de ellas.

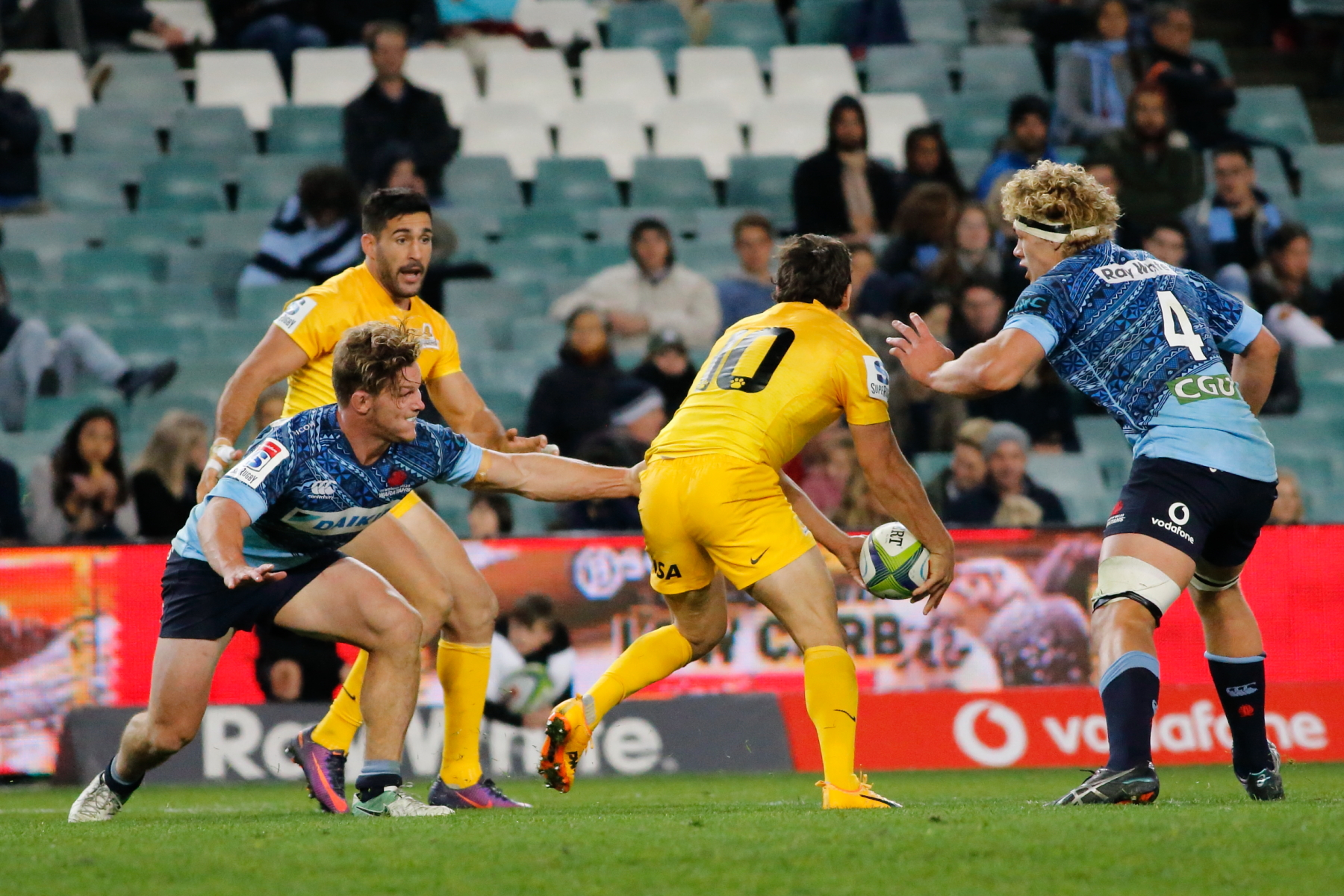
Nico Sánchez jugando un partido de Super Rugby con Jaguares

### Stade Français Paris
En la temporada 2018/19 vuelve a Francia para jugar en Stade Français Paris. En el club francés disputaría 3 temporadas.

### Brive
En Brive solo estaría en la temporada 2022/23, en la que sería, hasta el momento, su última temporada en Europa. 

### Tokyo Sungoliath
En 2024 se mudaría a Japón para jugar en la Japan Rugby League One. Sin embargo no jugaría muchos partidos y le pondría fin a su experiencia en Japón. 

### Lawn Tennis
En 2024 Nicolás volvería al Club que lo formó y lo vio nacer. Con Lawn Tennis logró el regional del NOA, cortando una racha de 10 años del club sin ser campeón de dicha competición y clasificó al Torneo del Interior.Sánchez se consagró campeón del Torneo del Interior al derrotar, en Córdoba, al Jockey Club Córdoba por 30 a 24.Para cerrar el 2024 se coronó campeón del Nacional de Clubes, por primera vez en la historia, al derrotar a Alumni por 22 a 17.

## Selección nacional
Debutó con la Selección de rugby de Argentina en un partido contra Uruguay en Santiago de Chile el 21 de mayo de 2010. Fue el máximo anotador en el Rugby Championship 2014, siendo elegido el mejor apertura del torneo.
Hasta el momento, lleva 100 partidos jugados y 668 puntos marcados.
El 14 de noviembre de 2020 superó la marca del mejor rugbier argentino, Hugo Porta, marcando 25 puntos en lo que terminó siendo la primera victoria de Los Pumas contra los All Blacks.

### Participaciones en Copas del Mundo
Fue convocado para formar parte de la selección que participó en Inglaterra 2015. Jugó el primer partido, contra Nueva Zelanda, en el que logró puntuar con la conversión del try de Guido Petti y tres penales. En el segundo partido de la fase de grupos, contra Georgia, que terminó con victoria argentina 54-9, Nicolás puntuó con tres conversiones y dos penales. En el tercer partido, contra Tonga, fue escogido como "Jugador del partido", con su gran acierto a los palos consiguió gran parte de los puntos de la selección argentina, que ganó 45-16: 4 conversiones, 4 penales e incluso un try en el minuto 63. En ese momento, era el goleador del Campeonato Mundial, con 51 puntos. En el partido de cuartos de final, una victoria 43-20 sobre Irlanda en el Millennium Stadium de Cardiff, puntuó para su equipo con cuatro conversiones y cinco golpes de castigo. Los aficionados lo escogieron de nuevo "Jugador del partido" gracias a esos 23 puntos que sumó, manteniéndose como máximo anotador del campeonato, con 74 puntos. En la semifinal en que Australia derrotó a Argentina 15-29, continuó siendo el máximo puntuador gracias a los golpes de castigo pasados (cinco) con los cuales logró todos los puntos de Argentina, alcanzando los 89. En el partido por el tercer puesto, ganado por Sudáfrica 24-13, consiguió puntos para su equipo, gracias a un drop, un golpe de castigo y a que convirtió el único ensayo argentino, con esos ocho puntos adicionales, llegó a los 97 puntos en el torneo consagrándose goleador del mundial siendo capitán del equipo por primera vez.

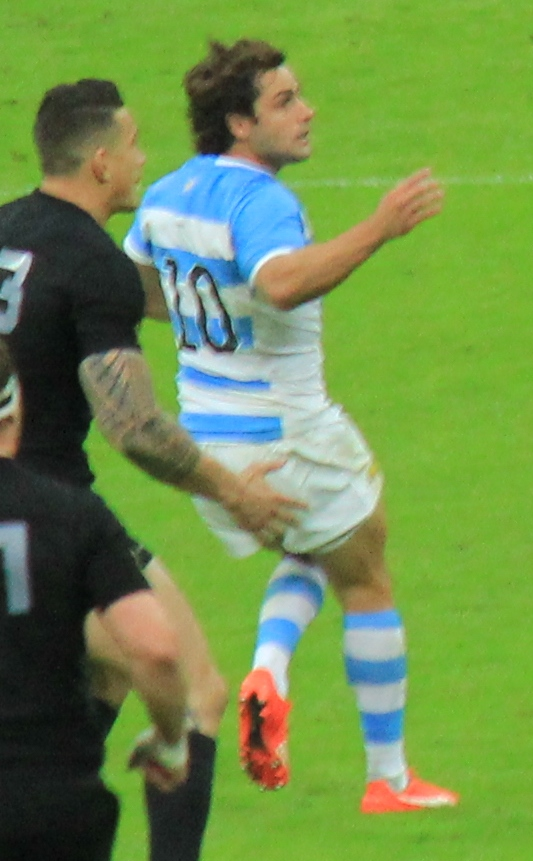
Nicolás Sánchez jugando para Los Pumas ante los All Blacks

| Mundial                       | Sede          | Resultado        | PJ | Tries |
| ----------------------------- | ------------- | ---------------- | -- | ----- |
| Copa Mundial de Rugby de 2011 | Nueva Zelanda | Cuartos de final | 1  | 0     |
| Copa Mundial de Rugby de 2015 | Inglaterra    | Cuarto puesto    | 6  | 2     |
| Copa Mundial de Rugby de 2019 | Japón         | 1ª fase          | 3  | 1     |
| Copa Mundial de Rugby de 2023 | Francia       | 4º puesto        | 6  | 2     |

## Palmarés
| Título                       | Equipo      | País      | Año     |
| ---------------------------- | ----------- | --------- | ------- |
| Torneo Regional del Noroeste | Lawn Tennis | Argentina | 2008    |
| Torneo Regional del Noroeste | Lawn Tennis | Argentina | 2009    |
| Torneo Regional del Noroeste | Lawn Tennis | Argentina | 2024    |
| Torneo del Interior          | Lawn Tennis | Argentina | 2024    |
| Nacional de Clubes           | Lawn Tennis | Argentina | 2024    |
| Campeonato Argentino         | Tucumán     | Argentina | 2010    |
| Vodacom Cup                  | Pampas XV   | Sudáfrica | 2011    |
| Champions Cup                | RC Toulon   | Francia   | 2014/15 |